# راجا جانی
راجا جانی (به هندی: Raja Jani) فیلمی محصول سال ۱۹۷۲ و به کارگردانی موهان سگال است. در این فیلم بازیگرانی همچون درمندرا، هما مالینی، پریم نات، پریم چوپرا، دورگا خوته ایفای نقش کرده‌اند.